# Dragon Quest IV: Chapters of the Chosen
Dragon Quest IV: Chapters of the Chosen, chamado de Dragon Warrior IV quando inicialmente levado à América do Norte, é um jogo de RPG, o quarto na série Dragon Quest, desenvolvida pela Chunsoft e publicada pela Enix, e é o primeiro na trilogia Zenithian Trilogy. Foi originalmente lançado para o Famicom em 11 de fevereiro de 1990 no Japão. Uma versão norte-americana para o NES foi lançada logo em seguida, em outubro de 1992, sendo o último Dragon Quest localizado e publicado pela subsidiária americana da Enix antes de seu fechamento em novembro de 1995, bem como o último Dragon Quest a ser localizado antes da localização de Dragon Warrior Monsters em dezembro de 1999. O jogo foi refeito pela Heartbeat para o Playstation, e eventualmente disponibilizado como parte dos Ultimate Hits. O que se seguiu foi um segundo remake desenvolvido pela ArtePiazza para o Nintendo DS, lançado no Japão em novembro de 2007 e globalmente em setembro de 2008. Uma versão para Android e iOS baseada no remake para Nintendo DS foi lançada em 2014.
Dragon Quest IV difere do resto da série ao quebrar o jogo em cinco diferentes capítulos, cada um focando num protagonista ou protagonistas diferentes. Os quatro primeiros são contados na perspectiva dos futuros companheiros do Herói e o quinto é contado na visão do Herói, e junta todos os personagens no início de sua jornada para salvar o mundo. O remake para PlayStation adiciona um sexto capítulo, que permanece no remake para DS.

## Jogabilidade
Dragon Quest IV ofereceu uma variedade de novas características em comparação aos três primeiros títulos, enquanto manteve várias daquelas introduzidas nos jogos anteriores. Características similares incluídas são os ciclos de dia e noite, a possibilidade de viajar em um navio e um veículo voador (desta vez um balão de ar quente) e os três níveis de chaves. Sendo estes Thief, Magic e Ultimate (originalmente localizada como Final). Também existem portais, que possibilitam ao grupo se deslocar rapidamente através de grandes distâncias no mapa. Ao contrário do Herói de Dragon Warrior III, não é necessário que o Herói de Dragon Quest IV esteja no grupo assim que a carruagem é desbloqueada. Apesar disso, o Herói é novamente o personagem que possui os mais poderosos feitiços de cura e ataque. Vários feitiços, armas, armaduras e lojas (incluindo o banco) funcionam como nos jogos anteriores.
Além dos novos enredos divididos em capítulos, um sistema de inteligência artificial chamado de "Táticas" foi implementado, possibilitando ao jogador atribuir estratégias aos membros do grupo, como priorização de dano, cura ou economia de MP, enquanto mantém controle total do Herói. Dragon Quest V: Hand of the Heavenly Bride, Dragon Quest VI: Realms of Revelation e os remakes de Dragon Quest IV possibilitam que táticas sejam atribuídas individualmente aos personagens em vez de utilizar um só modo de táticas para todos, além de incluir um modo que possibilita o controle manual dos personagens. Este sistema de "Táticas" é visto como o precursor do sistema de "Gambits" de Final Fantasy XII. A carruagem, introduzida pela primeira vez neste jogo, permite ao jogador selecionar quais personagens deseja utilizar em batalha. A carruagem também é encontrada em Dragon Quest V e Dragon Quest VI. O primeiro cassino aparece nesta edição como um lugar para jogar vários minigames (caça-níqueis, pôquer e o Monster Betting que foi introduzido em Dragon Warrior III) usando tokens que podem ser trocados por itens especiais. Procurar gavetas e dentro de jarros foi introduzido pela primeira vez neste jogo como um meio de encontrar itens. Small Medals, mais tarde chamadas de Mini Medals, foram introduzidas como um novo tipo de item que poderia ser procurado e depois e trocado com um rei isolado por itens especiais e únicos.
Salvar o jogo ficou mais fácil ao permitir que se salvasse um jogo em uma das igrejas, em vez de falar com um rei. Além disso, o comando para "salvar o jogo" ("Confession" no remake para DS) e pontos de experiência para avançar ao próximo nível ("Divination" no remake para DS) se tornaram diferentes comandos. Voltando ao formato do Dragon Warrior original norte-americano, os programadores permitiram que os usuários abrissem portas usando um comando que aparece no nível superior do menu (em vez de exigir que os usuários procurassem pela chave nos inventários de vários personagens como em alguns jogos anteriores). Para isso, bastava que pelo menos um personagem do grupo possuísse uma chave apropriada em seu inventário. Depois que este comando foi adicionado, uma porta destrancada foi adicionada ao jogo, bem como portas grandes de castelo. Contudo, este comando foi removido em jogos futuros e no remake, no qual portas podem ser abertas ao tentar atravessá-las.

## Sinopse
Na versão original, o jogo é dividido em cinco capítulos . Os quatro primeiros fornecem a história de fundo para os membros do grupo do Herói, enquanto o quinto segue o próprio Herói enquanto ele se encontra com os outros personagens.
O Capítulo Um segue o soldado Ragnar, que é encarregado pelo rei de Burland de encontrar crianças que desapareceram de uma cidade próxima. Ragnar encontra e derrota o monstro responsável pelos sequestros e devolve as crianças para suas casas. Ao fazer isso, ele descobre que os monstros estavam procurando o herói lendário, que supostamente ainda é uma criança, para matá-los. Ragnar decide deixar sua casa e partir em uma missão para proteger o Herói.
O Capítulo Dois segue a princesa Alena e seus dois amigos e mentores, o tutor Borya e o chanceler Kiryl, enquanto ela viaja para provar sua força. No meio de sua jornada, o pai de Alena perde a voz depois de falar de um sonho que teve representando o fim do mundo. Depois de restaurar sua voz, ela viaja para a cidade de Endor para entrar em um torneio de luta. Ela derrota todos os combatentes, exceto um guerreiro chamado Psaro the Manslayer, que não comparece. Após a vitória, ela retorna ao seu castelo natal para descobrir que todos os habitantes desapareceram, então ela sai para descobrir o que aconteceu.
O Capítulo Três segue o comerciante Torneko, um humilde comerciante que trabalha em uma loja de armas em sua cidade natal com sua esposa e filho pequeno. Seu sonho é ter sua própria loja e ser o maior comerciante do mundo. Enquanto viaja e faz favores nas cidades que visita, Torneko finalmente obtém permissão para comprar uma loja em Endor. Torneko logo consegue obter os fundos para comprar a loja e transferir sua família para Endor. Depois de estabelecer um negócio de sucesso com sua esposa, ele ouve falar de um conjunto de armas lendárias, que ele decide encontrar financiando a construção de uma passagem subterrânea para um continente vizinho.
O Capítulo Quatro segue a dançarina Maya e a cartomante Meena, duas irmãs em busca de vingança pelo assassinato de seu pai por seu ex-aluno Balzack. Juntando-se a um ex-aluno de seu pai, Oojam, elas conseguem traçar um caminho para o Palais de Léon e encontrar o homem responsável. Elas tentam vingar o assassinato de seu pai derrotando Balzack, mas são rapidamente derrotadas pelo mestre de Balzack, o Marquês de Léon, e são jogadas na masmorra. Oojam se sacrifica para permitir que as irmãs escapem do castelo. Elas então decidem fugir do continente e seguir para Endor, onde esperam aprender mais sobre seu novo inimigo e sobre o Herói Lendário, de quem tomaram conhecimento durante suas viagens.
O Capítulo Cinco segue o protagonista do jogo, conhecido como "o Herói". Começa com a cidade natal do Herói sendo atacada por monstros, liderados por Psaro, the Manslayer. O Herói consegue escapar e é acompanhado pelos personagens principais dos capítulos anteriores. Juntos, eles realizam vários feitos, como derrotar o Marquês de Léon e Balzack, além de coletar várias peças da Armadura Zenithiana, equipamento que só pode ser usado por aquele escolhido para salvar o mundo. Mais tarde, eles espionam Psaro e descobrem que Estark, o Soberano do Mal, foi despertado. Eles então viajam para o palácio de Estark e o derrotam assim que os seguidores de Psaro o descobrem.
Na cidade de Strathbaile, os heróis têm um sonho que explica o plano de Psaro. Desenvolvendo um profundo ódio pela humanidade após a morte de sua namorada élfica, Rose, nas mãos de humanos, Psaro planeja se tornar o próximo Soberano do Mal usando o poder de evolução que obteve do "Armlet of Transmutation ". O grupo então completa o conjunto de armadura Zenithiana para permitir a entrada no Castelo Zenithiano. Lá, eles encontram o Zenith Dragon, que os guia para Nadiria, onde Psaro está passando por sua evolução para o novo Soberano do Mal. Lá, eles derrotam seus generais antes de desafiá-lo. Depois de lutar contra uma forma de Psaro em constante evolução, ele é derrotado.
Os remakes de PlayStation e DS incluem um sexto capítulo que funciona como um final alternativo. Este capítulo se concentra nos heróis que trabalham com Psaro para vingar a morte de Rose e, finalmente, colocar o mundo em ordem. Ao longo deste capítulo, Rose é revivida e o grupo é capaz de derrotar seu verdadeiro assassino, o Dark Priest Aamon, um dos subordinados de Psaro the Manslayer, que pretendia tomar os segredos da evolução para si e usurpá-lo, colocando em movimento todos os planos que levaram Psaro à sua insanidade.

## Desenvolvimento
| Plataforma   | JP   | NA   | EU   |
| ------------ | ---- | ---- | ---- |
| Famicon/NES  | 1990 | 1992 | -    |
| PlayStation  | 2001 | -    | -    |
| Nintendo DS  | 2007 | 2008 | 2008 |
| Android, iOS | 2014 | 2014 | 2014 |

De acordo com Yuji Horii, ele queria que o jogador tivesse algo a ser coletado pelo mapa, já que os jogos anteriores tinham brasões e orbes, respectivamente. No entanto, ele não queria fazer a mesma coisa novamente, forçando o jogador a coletar um certo número de itens antes de vencer o jogo; as mini medalhas, em vez disso, não têm relação com a conclusão do jogo. As ilustrações promocionais para a versão japonesa foram desenhadas pelo famoso artista de mangá Akira Toriyama, que forneceu a arte para os jogos anteriores da série e continuaria a fazê-lo em todas as edições futuras.

### 1992: Localização norte-americana
Ao contrário de todos os outros jogos até este ponto, as mudanças nesta versão não foram tão radicais. Entre eles estavam a habitual censura religiosa e à violência, novos gráficos para os direitos autorais de abertura e créditos finais, e as apostas no Cassino foram ligeiramente modificadas para permitir que mais dinheiro fosse ganho durante uma aposta.

### Remake do PlayStation
Dragon Quest IV foi refeito para o PlayStation em 22 de novembro de 2001 no Japão. Foi desenvolvido pela Heartbeat e publicado pela Enix. O remake foi desenvolvido usando o motor gráfico 3D de Dragon Quest VII . Os personagens, cidades, mapas do mundo, som, batalhas e inimigos receberam atualizações. As miniaturas dos personagens foram atualizadas para combinar com a arte original dos personagens no manual e na arte original de Dragon Quest IV . Com este remake vieram várias novidades. Entre esses recursos estavam um novo capítulo no qual Psaro está disponível como membro do grupo (assim como um capítulo de prólogo), um comando de conversa intragrupo semelhante ao Dragon Quest VII e a capacidade de desligar a inteligência artificial para os membros do grupo para permitir o controle direto de seus ataques (exceto membros do grupo não diretamente controláveis pelo jogador). O jogo vendeu mais de um milhão de cópias no Japão até o final de 2001.
A Enix America originalmente planejava trazer o remake para a América do Norte em 2002 e até havia anunciado este próximo lançamento na contracapa do manual de instruções dos EUA para Dragon Warrior VII, o que foi posteriormente cancelado devido à Heartbeat fechar suas operações de desenvolvimento de videogames antes que a localização e tradução pudessem ser concluídas. Mais tarde foi explicado que o custo e o tempo que uma empresa diferente precisaria investir para concluir a tradução impediu a Enix de passar isso para outro desenvolvedor, já que a Heartbeat era a mais familiarizada com o design de Dragon Quest.

### Remake do Nintendo DS
Dragon Quest IV foi posteriormente relançado para o Nintendo DS no Japão em novembro de 2007. O jogo foi refeito em um híbrido 2D/3D, semelhante à versão PlayStation. Esta versão manteve muitos dos aprimoramentos do PlayStation, como a cidade de imigrantes ligeiramente alterada, mas recebeu atualizações aprimoradas para melhorar ainda mais os gráficos, e som aprimorado. Esta versão também permite que os jogadores assumam o controle manual de todos os membros do grupo nos dois capítulos finais.
Logo após o lançamento em japonês, várias pessoas descobriram uma tradução em inglês quase completa ao editar o arquivo ROM japonês, juntamente com traduções em espanhol, francês, alemão e italiano já dentro do jogo japonês. Em 9 de abril de 2008, a Square Enix solicitou uma marca registrada para o título "Chapters of the Chosen", e começaram as especulações de que este era o novo subtítulo de Dragon Quest IV para um lançamento americano.
Em 18 de abril de 2008, Dragon Quest IV: Chapters of the Chosen foi classificado como E10+ pelo ESRB, para Referência ao Álcool, Sangue Animado, Violência Fantástica Leve, Linguagem Leve, Aposta Simulada e Temas Sugestivos. Uma data de lançamento oficial de 16 de setembro de 2008 foi finalmente estabelecida no site oficial norte-americano.  O jogo foi lançado na Europa sob o título Dragon Quest: Chapters of the Chosen, omitindo o número IV de forma semelhante à versão europeia de Dragon Quest VIII .
Esta versão do jogo contém uma tradução inteiramente nova do script. Foi alegado na Nintendo Power que a nova tradução mudou os nomes de muitos dos personagens principais, armas e cidades para ficarem mais próximos, ou manteve seus nomes japoneses originais, enquanto adicionou várias novas localizações, ainda uma análise da localização e os nomes dos personagens indicam que a localização original de Dragon Warrior IV estava mais próxima do original japonês. Esta versão também usa a nova convenção de nomenclatura de feitiços usada pela primeira vez em Dragon Quest VIII, como o feitiço Beat de Dragon Warrior IV tornando-se Whack . As traduções ocidentais foram ligeiramente alteradas em lugares onde a versão japonesa incluía componentes sexuais, e o recurso de conversa de grupo da versão japonesa foi completamente removido das versões ocidentais.
A tradução em inglês do Nintendo DS inclui 13 dialetos regionais para várias áreas, incluindo Burland agora sendo escocês e Zamoksva sendo russo. Simon Carless, do Gamasutra, sente que o uso de dialetos pode ajudar algumas pessoas a entender diferentes culturas, dizendo: "Tem o potencial de nutrir a compreensão entre idiomas e culturas de uma maneira muito inteligente".
Uma versão baseada no remake do Nintendo DS foi lançada no Japão em 17 de abril de 2014 para Android e iOS . Foi lançado internacionalmente em 7 de agosto de 2014. A versão Android do jogo apresenta salvamento em nuvem, salvamento automático, um recurso de salvamento rápido e um recurso de pausa para facilitar o uso na plataforma móvel. Esta versão também reintroduz o recurso de conversa do grupo removido dos lançamentos internacionais do Nintendo DS, sendo traduzido para o idioma apropriado. Ele também substituiu a música orquestrada pela música MIDI sintetizada na tela de título, que é executada pela Tokyo Metropolitan Symphony Orchestra .

## Outras mídias

### Mangá
Um mangá de cinco volumes chamado Dragon Quest: Princess Alena foi lançado. Ele seguiu a história do Capítulo 2, a Aventura de Alena, mas começa a se desviar durante os eventos na Birdsong Tower. Deste ponto em diante, ele apresenta vários novos personagens, incluindo a vilã Evil Leather Dominatrix Woman, e novos locais, incluindo um local no Ártico e uma casa mal-assombrada. Esta história termina com Alena lutando contra Psaro e derrotando-o antes que ele use a Pulseira de Ouro para aperfeiçoar o segredo da evolução.

### Trilha sonora
Como em todo Dragon Quest, Koichi Sugiyama compôs a música e dirigiu todos os spinoffs associados. A música ouvida durante o jogo depende de vários fatores. Uma faixa específica é sempre tocada para cidades, outra para cavernas ou masmorras, outra enquanto o grupo está no balão de ar quente, por exemplo. Por fim, enquanto no mundo, cada um dos quatro primeiros atos tem sua própria música tema, assim como o Herói – no quinto ato, a música tema tocada depende de quem é o primeiro personagem na formação.
O Dragon Warrior IV original foi um dos poucos jogos de NES a apresentar um crescendo durante a música de batalha, um aumento gradual no volume de suave para alto. Esta técnica era rara para um jogo de NES. No entanto, as versões PlayStation e Nintendo DS não apresentam o crescendo na música de batalha. Esse nível de detalhe pode ser encontrado na trilha sonora da versão NES, bem como nos lançamentos móveis de 2014 para Android e iOS.
Dragon Quest IV ~The People Are Shown the Way~ Symphonic Suite é uma compilação de músicas de Dragon Quest IV . A primeira impressão do álbum foi em 1990, a versão London Philharmonic saiu um ano depois, e uma reimpressão do original foi lançada em 2000. Em 1991, a Enix lançou um conjunto de vídeos com Koichi Sugiyama conduzindo a Orquestra Filarmônica de Londres tocando a trilha sonora no Castelo de Warwick, juntamente com clipes de atuação.

## Recepção
| Aggregator | Score  | Score  | Score | Score |
| Aggregator | DS     | iOS    | NES   | PS    |
| ---------- | ------ | ------ | ----- | ----- |
| Metacritic | 80/100 | 86/100 |       |       |

| Publication           | Score  | Score | Score | Score |
| Publication           | DS     | iOS   | NES   | PS    |
| --------------------- | ------ | ----- | ----- | ----- |
| 1Up.com               | B+     |       |       |       |
| AllGame               | 4/5    |       | 3/5   |       |
| CVG                   | 8.1/10 |       |       |       |
| Destructoid           | 8/10   |       |       |       |
| Eurogamer             | 8/10   |       |       |       |
| Famitsu               | 34/40  |       | 37/40 | 32/40 |
| Game Informer         | 7/10   |       |       |       |
| GamePro               | 4/5    |       |       |       |
| GameSpot              | 8/10   |       |       |       |
| GameSpy               | 4/5    |       |       |       |
| GamesRadar+           | 4.5/5  |       |       |       |
| GameZone              | 8.3/10 |       |       |       |
| IGN                   | 8/10   |       |       |       |
| Jeuxvideo.com         |        |       | 16/20 |       |
| Nintendo Power        | 7.5/10 |       |       |       |
| Nintendo World Report | 8/10   |       |       |       |
| ONM                   | 78%    |       |       |       |
| TouchArcade           |        | 5/5   |       |       |
| Electronic Games      |        |       | 85%   |       |

| Publicação                   | Prêmio                                     |
| ---------------------------- | ------------------------------------------ |
| Famitsu Best Hit Game Awards | Best Game of the Year, Best RPG            |
| Nintendo Power               | NES Game of the Year (2nd), Best Challenge |

### Vendas
Após o lançamento no Japão, o jogo esgotou 1,3 milhões de cartuchos e arrecadou 14 bilhões de ienes ( 98 milhões de dólares na época, ou 203 milhões de dólares ajustados pela inflação) dentro de uma hora de seu lançamento. Em 1992, havia vendido 3 milhões unidades no Japão. A versão original do Famicom vendeu 3,1 milhões de unidades, tornando-se o quarto jogo mais vendido do sistema, abaixo de seu antecessor Dragon Quest III . O jogo original vendeu um total mundial de 3,18 milhões de cópias, incluindo 3,1 milhões no Japão e 80.000 nos Estados Unidos, arrecadando várias centenas de milhões de dólares em 1993 ( $620 milhões de dólares ajustados pela inflação).
A versão para PlayStation do Dragon Quest IV foi o quarto jogo mais vendido no Japão em 2001, com mais de 1 milhão de cópias vendidas, e vendeu quase 1,2 milhão de cópias em 26 de dezembro de 2004. Em 8 de agosto de 2008, o remake de DS vendeu 1,15 milhão de unidades no Japão, e 1,46 milhão de cópias em todo o mundo em 31 de maio de 2009.

### Recepção dos Críticos
Dragon Quest IV foi premiado com o " Grande Prêmio de Melhor Jogo " e "Melhor Jogo de RPG" no Best Hit Game Awards de 1990 da revista Famitsu . Também foi premiado como "Melhor Desafio" e 2º lugar "Melhor Jogo Geral" (NES) em 1993 pela Nintendo Power .
Em 1997, os editores da Electronic Gaming Monthly classificaram Dragon Warrior IV como o 58º melhor videogame de console de todos os tempos, chamando-o de "facilmente o melhor RPG já lançado para o NES - nos EUA ou no Japão". Eles citaram em particular a épica duração da missão do jogo. Em agosto de 2008, a Nintendo Power classificou Dragon Quest IV como o 18º melhor videogame do Nintendo Entertainment System, descrevendo-o como o auge da série Dragon Quest do NES e elogiando-o por sua inovadora história de cinco atos que o tornou um de seus favoritos. jogos de role-playing escolares. Os leitores da Famitsu votaram no jogo como o 14º melhor jogo de todos os tempos em uma pesquisa de 2006. Em particular, os críticos notaram com interesse que o terceiro capítulo do jogo, Torneko's, se diferenciou em grande parte dos RPGs padrão, fazendo o único objetivo de coletar dinheiro e permitindo que os jogadores deixassem Torneko simplesmente trabalhar em uma loja do jogo.
Dragon Quest IV: Chapters of the Chosen foi indicado para Melhor RPG no Nintendo DS nos prêmios de videogame de 2008 da IGN . Os críticos apontaram que o jogo pode parecer desatualizado, especialmente para jogadores não acostumados a jogos de Dragon Quest, mas que alguns dos personagens, como Ragnar, fazem o jogo se destacar dos JRPGs recentes. "Ragnar McRyan não é de forma alguma um personagem projetado a partir de algum intenso teste de foco demográfico de colegial japonesa", escreveu Simon Parkin, da Eurogamer, satisfeito.

### Legado
Dragon Quest IV é o primeiro jogo da série a gerar spin-offs. O comerciante Torneko (também conhecido como Taloon na versão NES) era popular o suficiente para estrelar sua própria série, na qual ele se encontra em missões para expandir sua loja. Esses jogos são a sub-série Torneko no Daibouken (traduzida como Torneko's Great Adventure ), jogos roguelike e de masmorras aleatórios produzidos pela Enix (e Square Enix ) e desenvolvidos pela Chunsoft . O sucesso dos jogos mais tarde inspirou a criação da série Mystery Dungeon .
Ragnar, Healie e Torneko aparecem mais tarde como aparições em Dragon Quest VIII: Journey of the Cursed King na Monster Arena. Torneko mais tarde apareceu em Dragon Quest Yangus como um comerciante. No spin-off de Dynasty Warriors, Dragon Quest Heroes: The World Tree's Woe and the Blight Below, Alena, Kiryl, Maya e Psaro aparecem como personagens jogáveis; eles se juntam a Torneko e Meena em Dragon Quest Heroes II, e a porta de compilação Dragon Quest Heroes I·II para Nintendo Switch também inclui Ragnar como um personagem exclusivo do console para Heroes II . A versão masculina do protagonista também apareceu como personagem jogável no jogo de luta crossover de 2018 Super Smash Bros. Ultimate através de conteúdo para download. Ele é totalmente dublado pela primeira vez por Takeshi Kusao .